# 大岡忠貫
大岡 忠貫（おおおか ただつら）は、江戸時代末期の大名。武蔵国岩槻藩第8代藩主。大岡忠房家11代当主。大岡忠恕の長男。

## 経歴
1866年（慶応2年）、父・忠恕の隠居により家督を相続した。武州世直し一揆では忍藩・高崎藩とともに鎮圧のために出兵した。1868年（慶応4年・明治元年）、戊辰戦争では新政府に恭順し、忠貫は東山道総督・岩倉具定の命により、幕府脱走兵の追討にあたった。1869年（明治2年）の版籍奉還で忠貫は岩槻藩知事に就任するが、1871年（明治4年）からの廃藩置県により、岩槻藩は廃藩となり、知藩事を罷免される。1884年（明治17年）7月8日、子爵を叙爵した。
1908年（明治41年）4月13日に隠居し、家督は養嗣子の忠量が相続し、同年4月22日に子爵を襲爵した。

## 家族
父母
- 大岡忠恕（父）
- 横田春松の娘（母）

妻
- 土井寿 - 土井利則の娘（正妻）
- 戸田照 - 戸田忠至の娘（継妻）

子女
- 大岡幸子（次女） - 子爵大岡忠量の妻、生母は照（継妻）
- 大岡米子 - 桑田房吉の妻、生母は照（継妻）

養子
- 大岡忠量（1868-） - 子爵町尻量衡の子。娘婿に小林中。